# Кружево Раумы
Кружево Раумы или рауманпици — тип кружева, традиционно изготавливаемого в Рауме, Финляндия.

## История
История кружевоплетения в Рауме насчитывает несколько столетий. Кружевоплетение было важной возможностью заработка для женщин без гроша в кармане, но также и для мужчин. 
Кружевные мастера  прибыли в этот  город-порт еще в XV веке. 
В период 1564 – 1600 г.г. там было три ювелира, три токаря, семь плотников, восемь сапожников, один мясник, один маляр и один бондарь. Со временем в городе развилось и процветает до сих пор искусство плетения кружева. Временами их производилось более двух километров в год. 
В 1754 году в Рауме был произведено и продано 2.4 км кружева. Тогда как в XVIII веке европейские модники носили украшенные кружевом шляпки, в производство популярного раумского кружева было вовлечено почти все население города.  Кружева Раумы успешно конкурировали самые лучшие европейские изделия. 
В начале XIX века кружевницам стали завозить схемы специфических узоров и новые нити для плетения кружева. Такое развитие ремесла вскоре привело к тому, что в Рауме открылась школа кружевоплетения.
Однако к 1840 г. популярность кружевных шляпок и чепчиков уменьшилась, такая же судьба ждала и кружевное ремесло, а кружева переместились с платьев и аксессуаров на белье. Уже в 1890 году рынок наводнило дешевое фабричное кружево.
После краткого упадка кружевоплетение вновь пережило подъем в начале XX века, а Раума вернула себе известность кружевного города, с тех пор более 150 жителей занимаются кружевоплетением в старинных традициях.
В возрождении столь искусного ремесла немалую роль сыграли и местные власти, организовавшие в Рауме курсы и многочисленные выставки, в местных журналах стали публиковать новые схемы и подробные инструкции к ним, а все необходимые инструменты и материалы можно без труда достать во многих магазинах города.

## Современность
Работы лучших мастеров  экспонируются на ежегодной Неделе Кружева, проходящей в конце июля, с 1971 года. А самое ожидаемое событие Недели – это Ночь черного кружева: до позднего вечера на улицах города звучит музыка, магазины работают дольше обычного, выступают театральные труппы и музыкальные коллективы.
Сейчас в городе работают мастерские и лавочки ведут свои традиции от умельцев.
За сохранение традиций кружевоплетения отвечают около 150 жителей города. 
Умельцы Раумы умеют плести кружево из золота и серебра.
«Кружевная неделя» (Lace week) привлекает туристов со всей Финляндии и других стран.

## Внешние ссылки
- Pakinaa Rauman pitseistä, Helsingin Sanomat, 06.01.1935, nro 5, s. 25, Kansalliskirjaston digitaaliset aineistot
- | Кружево                            | Кружево                                                                                                                                                                                                                                                                                                                                                                                                                                                                                                                                                                                                                                                                                                                                                                                                                                    |
| ---------------------------------- | --- |
| Виды кружева                       | - Абруццкое - Алансонское - Антверпенское - Армянское - Аррасское - Байе - Балахненское - Баттенбергское - Белёвское - Бедфордширское - Бинш - Бобовское - Бродери англэз - Брюгге - Брюссельское - Бурано - Буратто - Вадстенское - Валансьенское - Вамберкское - Венецианский гипюр - Вологодское - Вятское - Генуэзское - Гипюр - Горицианское - Греческое - Елецкое - Игольчатое - Идрийское - Изернийское - Захожское (Киришское) - Канту - Кенмэрское - Клюни - Коньское - Кукарское - Ламе - Лефкаритика - Лилльское - Лимерикское - Малин - Мальтийское - Металлическое - Мирекурское - Мценское - Мундильо - Няндути - Ойя - Ретичелла - Ришелье - Розалиновое - Русское - Сабаское - Светомарское - Сетчатое кружево Луанко - Тамбурное - Тенерифское - Торшонное - Фламандское - Халашское - Хорватские - Четнекское - Шантильи |
| Музеи кружева                      | - в Брюсселе - в Бурано - в Вамберке - в Вологде - в Бобовой - в Конякове - в Кортрейке - в Пескокостанцо - в Прахатице - в Рапалло - в Мирекуре |
| Принадлежности для создания кружев | - Игольница - Коклюшка - Крючок для вязания - Пяльцы - Ручные швейные иглы - Напёрсток - Нить |